# Sigríður Beinteinsdóttir
Sigga (nome verdadeiro: Sigríður Beinteinsdóttir), (24 de julho de 1962) é uma cantora islandesa que representou o seu país natal no Festival Eurovisão da Canção por três vezes.
| Festival | Participação            | Canção         | Posição | Pontos |
| -------- | ----------------------- | -------------- | ------- | ------ |
| 1990     | membro de Stjórnin      | "Eitt lag enn" | 4.º     | 124    |
| 1992     | membro de Heart 2 Heart | "Nei eða já"   |         | 80     |
| 1994     | cantora solo            | "Nætur"        | 12.º    | 42     |